# Gabriela Gunčíková
Gabriela Gunčíková   (Kroměříž, 27 de juny de 1993) és una cantant txeca.
És coneguda per haver participat en la versió txeca del programa Pop Idols, al seu país "SuperStar". També ha estat premiada al seu país pel Český slavík award, la versió txeca dels Premis Grammy. Ha estat vocalista de la Trans-Siberian Orchestra entre el 2014 i el 2015. Internacionalment, però, és coneguda per haver representat la República Txeca al Festival d'Eurovisió del 2016.